# Bezdružice (nádraží)
Bezdružice jsou dopravna D3, která se nachází v katastrálním území města Bezdružice na trati Pňovany–Bezdružice. Budova stojí v Nádražní ulici, v blízkosti nouzové přistávací plochy Bezdružice. 
V dopravně jsou dvě dopravní a jedna manipulační kolej. Na pozemku dnešního průmyslového objektu stávaly dřevěné kolny pro dobytek, který odtud odvážely nákladní vlaky. Do roku 1995 zde bylo nakládáno uhlí. U stanici stojí v prostorách bývalého drážního skladiště železniční muzeum. Ve stanici jsou odbavovány vlaky jedoucí do Plzně a Pňovan. Je zde i čekárna pro cestující a vnitrostátní pokladna.